# Isthmosporella pulchra
Isthmosporella pulchra — вид грибів, що належить до монотипового роду  Isthmosporella.